# Oxalis jasminifolia
Oxalis jasminifolia är en harsyreväxtart som beskrevs av Norlind. Oxalis jasminifolia ingår i släktet oxalisar, och familjen harsyreväxter. Inga underarter finns listade i Catalogue of Life.